# Ø

Ilustrace

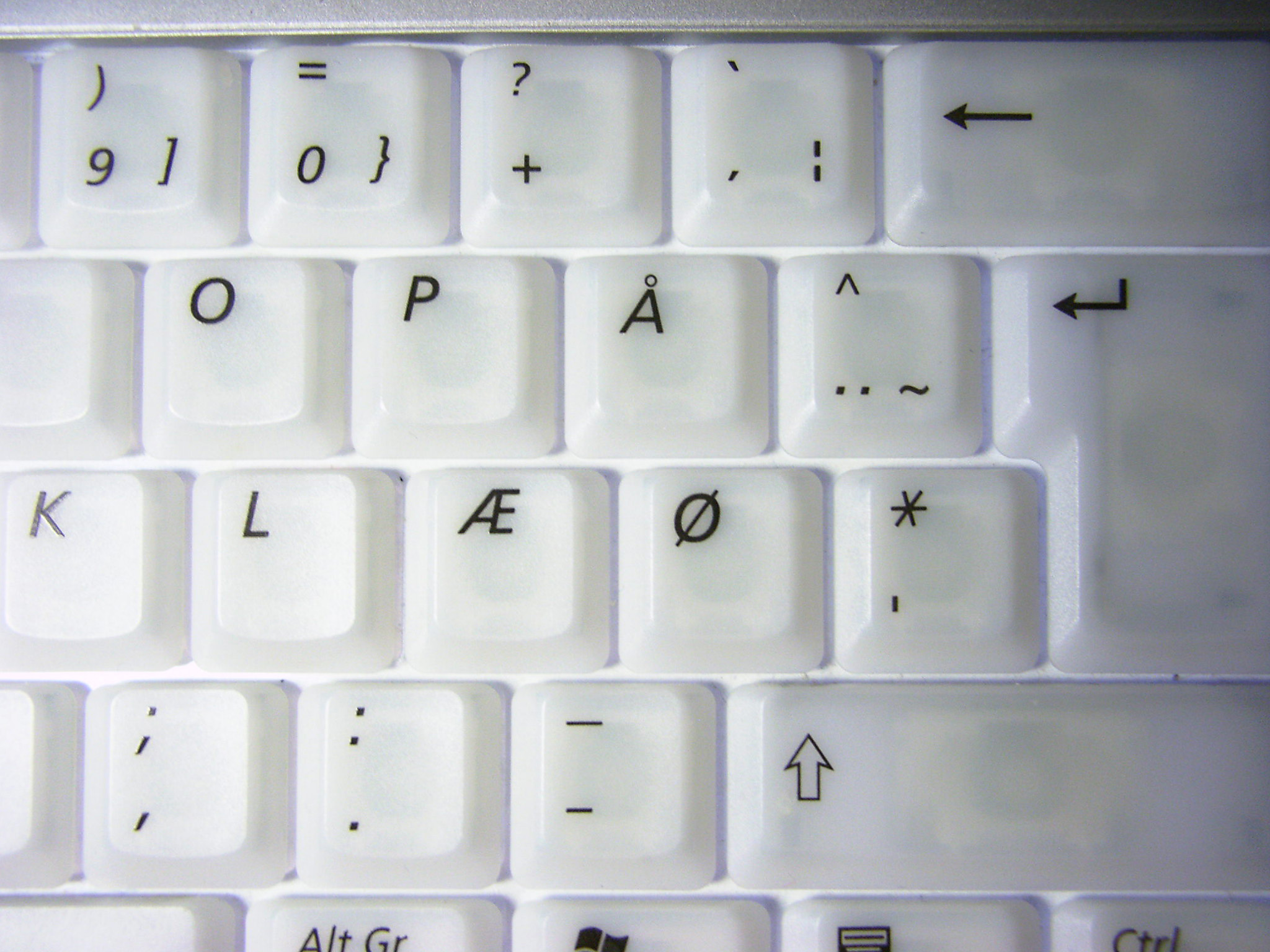
Dánská klávesnice se znaky: Æ, Ø, Å.

Ø (ø) je dodatečné písmeno (grafém) latinské abecedy, které se používá pro zápis samohlásky v některých jazycích (norština, dánština, faerština). V některých jiných jazycích (němčina, švédština, islandština, finština, maďarština aj.) se pro stejnou hlásku používá písmeno ö. Znak není shodný se znakem ∅ pro označení prázdné množiny.
Znak ø se používá v mezinárodní fonetické abecedě (IPA) pro polozavřenou přední zaokrouhlenou samohlásku.
V dánštině je toto písmeno i slovem označujícím ostrov.